# IRC-Galleria
Pour les articles homonymes, voir IRC.
 (avril 2008).
Si vous disposez d'ouvrages ou d'articles de référence ou si vous connaissez des sites web de qualité traitant du thème abordé ici, merci de compléter l'article en donnant les références utiles à sa vérifiabilité et en les liant à la section « Notes et références ».
 (décembre 2020).
IRC-Galleria est un site internet finlandais de socialisation. Il a été fondé en 2000 par Tomi Lintelä comme une galerie d'images pour les utilisateurs du programme de messagerie instantanée Internet Relay Chat (IRC).

## Popularité
À la fin de l´année 2007, IRC-Galleria comptait plus de 6 millions d´images et 460 000 utilisateurs, dont plus de 90 % visitaient le site chaque semaine, et moins de 20 % des utilisateurs déclarent encore se servir de la messagerie d'origine IRC.

## Actionnariat et modèle économique
Dynamoid Oy a été racheté par Sulake Corporation en avril 2007. Sulake Corporation est une autre entreprise Internet finlandaise, elle possède notamment Habbo Hotel.
En 2014, IRC-Galleria a été achetée par Herdifier Oy, une société détenue par certains des créateurs et des premiers travailleurs du site Web. À l'époque, le site Web aurait été visité par 30% des jeunes adultes finlandais et comptait environ 100 000 visiteurs hebdomadaires.  Le service est financé par la publicité, des services basés sur SMS , des T-shirts et des forfaits VIP optionnels.
En 2024, IRC-Galleria compte environ 12 millions d'images, avec une moyenne d'âge des utilisateurs de 29 ans.